# Bart pose un lapin
Bart pose un lapin (France) ou Festival de Cannes (Québec) (Exit Through the Kwik-E-Mart)  est le 15e épisode de la saison 23 de la série télévisée Les Simpson.

## Synopsis
C'est l'anniversaire de Marge. Contrairement à son habitude, Homer prévoit un cadeau pour sa femme et va le faire dédicacer par la présentatrice culinaire préférée de Marge, qui va proposer à Homer d'appeler Marge en direct lors de son émission. Malheureusement, le cadeau de Bart, un lapin, ronge les fils du téléphone et empêche Marge d'écouter les messages laissés par Paula Paul. Bart est puni, et pour se venger, va taguer la tête de son père partout dans la ville, avec le mot "andouille" écrit en dessous. Shepard Fairey et Ron English vont encourager Bart à devenir tagueur et lui proposer de faire sa propre exposition à Springfield.

## Réception
Lors de sa première diffusion l'épisode a rassemblé 5,17 millions de téléspectateurs.

## Références culturelles

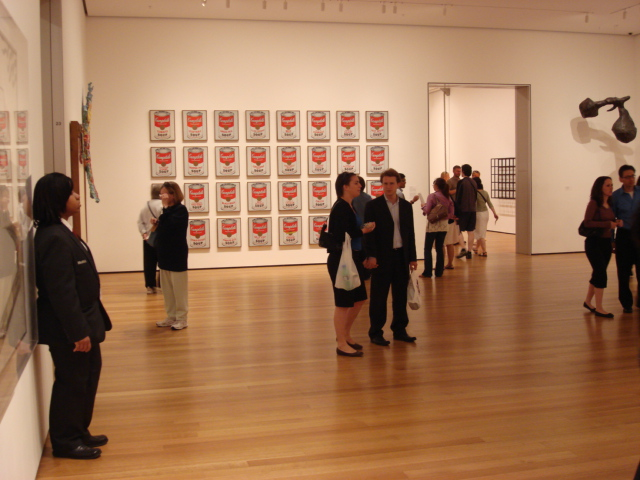
Les Campbell's Soup Cans d'Andy Warhol (exposées au MoMA à New York) ont inspiré Bart dans sa campagne de tags.

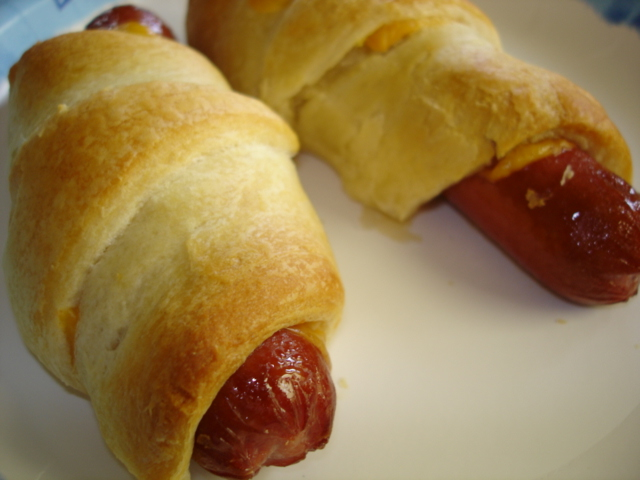
Pigs in blankets (= "cochons en couverture")